# L'Étrangère Okichi
Pour plus de détails, voir Fiche technique et Distribution.
L'Étrangère Okichi (唐人お吉, Tōjin Okichi) est un film muet japonais en noir et blanc de Kenji Mizoguchi sorti en 1930.
Il ne subsiste que quatre minutes du film.

## Synopsis
Au Japon en 1856, peu de temps après que le commodore Perry a forcé l'ouverture du pays à l'Occident deux ans plus tôt, Townsend Harris est nommé consul général américain dans la ville de Shimoda, chargé de négocier un traité de commerce avec le Japon. Dans l'espoir d'attirer les faveurs du consul, les autorités gouvernementales lui offrent les services de la geisha Okichi. Cette dernière implore son amoureux Tsurumatsu de l'aider. Mais le jeune homme est effrayé à l'idée d'agir à l'encontre des samouraïs et du gouvernement et esquive ses appels à l'aide.

## Fiche technique
- Titre : L'Étrangère Okichi
- Titres alternatifs : Okichi, l'étrangère ou Okichi la maîtresse de l'étranger
- Titre original : 唐人お吉 (Tōjin Okichi?)[2]
- Réalisation : Kenji Mizoguchi
- Scénario : Shuichi Hatamoto, d'après un roman de Gisaburō Jūichiya (ja) paru en 1928
- Photographie : Saburō Isayama et Tatsuyuki Yokota
- Décors : Torazo Enomoto
- Sociétés de production : Nikkatsu (studio Uzumasa)
- Pays d'origine :  Japon
- Format : noir et blanc - 1,37:1 - muet
- Genre : drame
- Durée :
  - Version originale : 115 minutes[2] (métrage : douze bobines - 3 152 m[3])
  - Séquence existante du film : 4 minutes
- Date de sortie :
  - Japon : 1er juillet 1930[3]

## Distribution
- Yōko Umemura : Okichi
- Kaichi Yamamoto : Townsend Harris
- Kōji Shima : Tsurumatsu
- Taeko Sakuma
- Reiji Ichiki : Heusken
- Etsuji Oki
- Kunio Tamura : Matsu
- Kan'ichi Tani : San'emon Suzuki

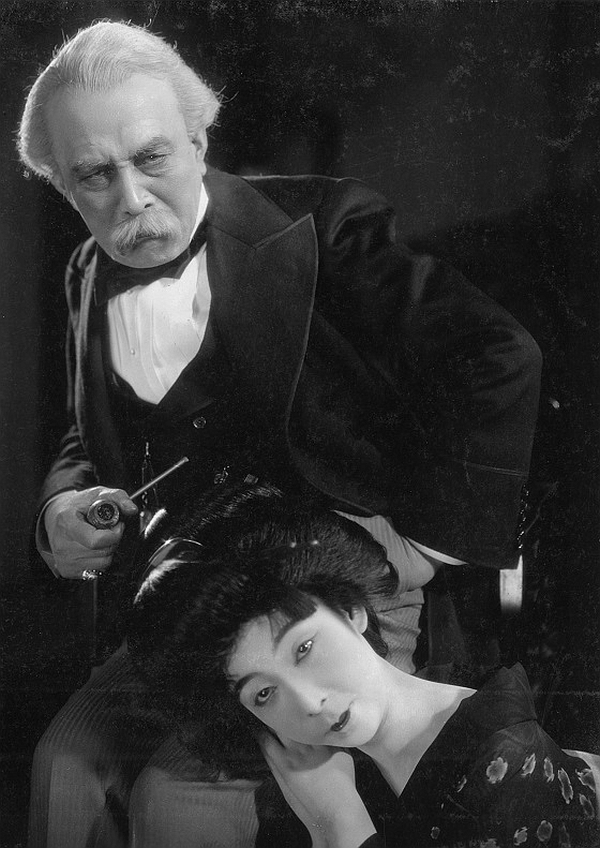
Kaichi Yamamoto et Yōko Umemura.

- Akemi Isshiki : Okiku, la servante d'Okichi
- Heitarō Doi : Nariakira Mito
- Yutaka Mimasu : Shinjiro Isa
- Hirotoshi Murata : Chinois
- Shiko Saito : l’interprète
- Ichirō Sugai : Denkichi
- Eiji Takagi : Isenokami Abe
- Hisako Takihana : Ofuku
- Kumeko Urabe : Omatsu, la femme de Denkichi
- Unpei Yokoyama : Dewanokami Nakamura
- Yasushi Yoshii : Shinanonokami Inoue
- Toshimi Ōhara : Jun'nojō Saitō
- Shōjirō Ōtera : l'homme aux tatouages

## Autour du film

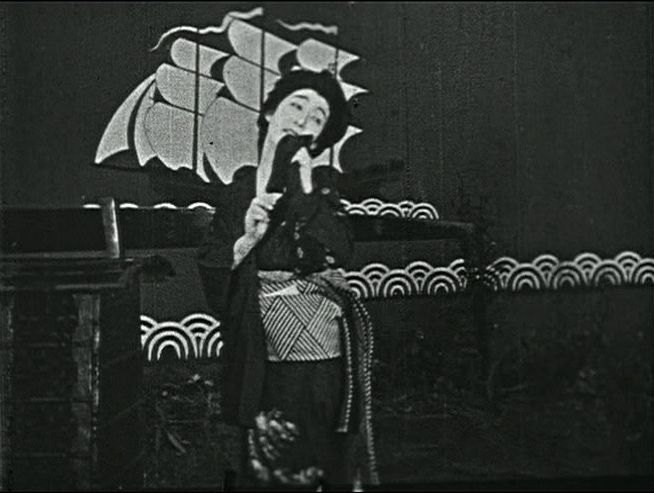
Yōko Umemura dans la séquence existante du film.

La séquence de quatre minutes restante du film figure une scène de théâtre. Le décor représente un rivage avec au loin un trois-mâts occidental. La geisha Okichi, interprétée par l'actrice Yōko Umemura, sort d'un palanquin et danse sur la plage.